# Ácido aleurítico
El ácido aleurítico, de nombre sistemático ácido 9, 10, 16 trihidroxi-palmítico es un ácido carboxílico de cadena lineal con dieciséis átomos de carbono y con tres grupos hidroxilo {\displaystyle {\ce {-OH}}} carbonos 9, 10 y 16, cuya fórmula molecular es {\displaystyle {\ce {C16H32O5}}}, el cual se obtiene de la goma laca por saponificación. En bioquímica es considerado un ácido graso.
A temperatura ambiente es un sólido, su punto de fusión está entre 102 °C y 104 °C. Es soluble en metanol y en mezclas de etanol y agua. Fue aislado por primera vez en 1899 por el químico suizo Alexander Tschirch y A. Farner de la resina obtenida de la planta Aleuritis laccifera, de donde proviene su nombre común ácido aleurítico. La correcta composición fue descubierta en 1922 por C. Harries y W. Nagel.
Es un reactivo importante para la síntesis de cetonas y lactonas macrocíclicas (exaltona, civetona, etc.). Estos compuestos, con excelentes olores, tienen una gran demanda para su uso en la industria del perfume.